# Кали (Опольське воєводство)
Кали (пол. Kały) — село в Польщі, у гміні Мурув Опольського повіту Опольського воєводства.
Населення — 321 особа (2011).

## Демографія
Демографічна структура станом на 31 березня 2011 року:
|          | Загалом | Допрацездатний вік | Працездатний вік | Постпрацездатний вік |
| -------- | ------- | ------------------ | ---------------- | -------------------- |
| Чоловіки | 159     | 33                 | 109              | 17                   |
| Жінки    | 162     | 33                 | 89               | 40                   |
| Разом    | 321     | 66                 | 198              | 57                   |